# Dalcera abrasa
Dalcera abrasa är en fjärilsart som beskrevs av Herrich-Schäffer 1854. Dalcera abrasa ingår i släktet Dalcera och familjen Dalceridae. Inga underarter finns listade i Catalogue of Life.